# Dağkonak, Şırnak
Dağkonak là một xã thuộc thành phố Şırnak, tỉnh Şırnak, Thổ Nhĩ Kỳ. Dân số thời điểm năm 2011 là 340 người.